# Pueblo San Ildefonso
Le Pueblo San Ildefonso (en tewa : Po Woh Geh) est un pueblo de langue Tewa dans la vallée du Río Grande au Nouveau-Mexique. Il se trouve 36 km au nord de Santa Fe dans la réserve indienne de San Ildefonso (San Ildefonso Indian Reservation).
Il est surtout connu pour ses poteries noir sur noir. Ce style, qui fut créé dans les années 1920 par Maria Montoya Martinez, a beaucoup de succès chez les collectionneurs.